# Dictatus papae

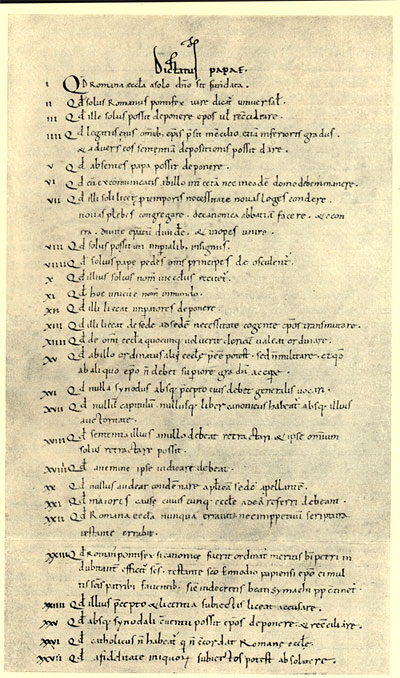
Dictatus papae

Dictatus papae este un document în limba latină care se figurează în registrul scrisorilor papei Grigore al VII-lea între scrisorile din martie 1075. Documentul se află astăzi în Arhivele Vaticanului. Titlul Dictatus papae sugerează că este vorba de un dictat emis de papa Grigore însuși. Probabil că textul nu era destinat publicării în afara Curiei papale. Documentul a avut o mare influență asupra acțiunilor papei Grigore al VII-lea.
Fiecare dintre cele 27 de axiome pe care le cuprinde, scurte și concise, începe cu cuvântul „quod” și reflectă – aparent fără nicio ordine anume – ideile lui Grigore al VII-lea despre poziția papei în cadrul Bisericii și în relația cu împăratul romano-german. Prin axiomele 8, 9 și 12 papa chiar se plasează deasupra împăratului – care era unsul lui Dumnezeu conform concepției vremii – afirmându-și pretenția de a domni și asupra statului laic.
Aceste axiome „sunt caracterizate de o îndrăzneală uluitoare care nu este întotdeauna acoperită de tradiția juridică”, așa cum formulează istoricul german Horst Fuhrmann. Unele dintre axiome sunt acoperite de dreptul canonic al vremii bazându-se pe decretele pseudo-isidoriene, însă alte contrazic în mod evident dreptul canonic medieval.
În cercetare Dictatus papae a fost adesea înțeles ca un fel de program care explica politica papei Grigore al VII-lea. Ocazional documentul a fost înțeles și ca început al unei colecții de reglementări canonice (care de altfel nu a fost niciodată creată) care trebuiau compilate în favoarea ideilor lui Grigore.

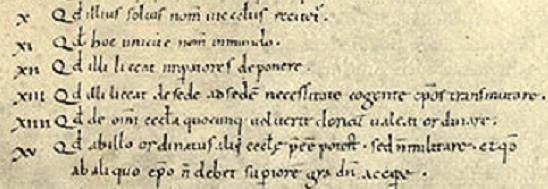
Fragment din Dictatus papae

În ciuda tuturor obiecțiilor, Grigore al VII-lea și succesorii săi au putut să impună cerințele lor ecleziastice. Conciliul Vatican I (în 1870) a ridicat primatul învățăturii și jurisdicției papale la rang de dogmă. Cursul istoriei a soluționat totuși pretenția la puterea politică afirmată în Dictatus papae (axiomele 8, 9, 12).

## Textul documentuluiDictatus papae
| 1  | Quod Romana ecclesia a solo Domino sit fundata. | Biserica Romană a fost întemeiată doar de Dumnezeu. |
| 2  | Quod solus Romanus pontifex iure dicatur universalis. | Numai pontiful roman este numit pe bună dreptate universal. |
| 3  | Quod ille solus possit deponere episcopos vel reconciliare. | Numai el poate destitui și reinstitui episcopi. |
| 4  | Quod legatus eius omnibus episcopis presit in concilio etiam inferioris gradus et adversus eos sententiam depositionis possit dare. | Trimisul său la un conciliu are întâietate față de toți episcopii, chiar dacă el are un grad inferior de hirotonire, și că acesta poate pronunța sentința de destituire a episcopilor.                                                           |
| 5  | Quod absentes papa possit deponere. | Papa poate demite pe cei absenți. |
| 6  | Quod cum excommunicatis ab illo inter caetera nec in eadem domo debemus manere. | Nu avem voie să stăm în aceeași casă cu cei excomunicați de el. |
| 7  | Quod illi soli licet pro temporis necessitate novas leges condere, novas plebes congregare, de canonica abbatiam facere et e contra, divitem episcopatum dividere et inopes unire.                                                        | Numai lui îi este îngăduit, după necesitățile vremii, să adopte legi noi, să creeze noi parohii, să transforme o mănăstire canonică într-o abație și invers, să dividă o eparhie bogată și să unească eparhiiile sărace.                         |
| 8  | Quod solus possit uti imperialibus insigniis. | Numai el poate folosi însemnele imperiale. |
| 9  | Quod solus Romanus pontifex iure dicatur universalis. | Toți prinții sărută doar picioarele papei. |
| 10 | Quod illius solius nomen in ecclesiis recitetur. | Doar numele său este pomenit în biserici. |
| 11 | Quod hoc unicum est nomen in mundo. | Acest nume este unic în lume. |
| 12 | Quod illi liceat imperatores deponere. | Îi este permis să destituie împărați. |
| 13 | Quod illi liceat de sede ad sedem necessitate cogente episcopos transmutare. | Îi este permis să mute episcopii dintr-un loc în altul atunci când este necesar. |
| 14 | Quod de omni ecclesia quocunque voluerit clericum valeat ordinare. | Poate hirotonisi orice cleric din orice eparhie. |
| 15 | Quod ab illo ordinatus alii ecclesiae preesse potest, sed non militare; et quod ab aliquo episcopo non debet superiorem gradum accipere.                                                                                                  | Cel desemnat de el să conducă o altă biserică, nu are voie să conducă un război; și că nu are voie să accepte un grad mai înalt de hirotonire de la un alt episcop.                                                                              |
| 16 | Quod nulla synodus absque precepto eius debet generalis vocari. | Niciun sinod nu poate fi numit universal fără porunca lui. |
| 17 | Quod nullum capitulum nullusque liber canonicus habeatur absque illius auctoritate. | Nicio lege sau carte nu poate fi considerată canonică fără autorizația sa. |
| 18 | Quod sententia illius a nullo debeat retractari et ipse omnium solus retractare possit. | Sentința sa nu poate fi revocată de nimeni și că numai el poate revoca sentințele tuturor celorlalți. |
| 19 | Quod a nemine ipse iudicari debeat. | El nu poate fi judecat de nimeni. |
| 20 | Quod nullus audeat condemnare apostolicam sedem apellantem. | Nimeni să nu îndrăznească să condamne pe cineva care apelează la Sfântul Scaun. |
| 21 | Quod maiores cause cuiuscunque ecclesiae ad eam referri debeant. | Problemele importante ale fiecărei biserici trebuie să-i fie lui încredințate. |
| 22 | Quod Romana ecclesia nunquam erravit nec imperpetuum scriptura testante errabit. | Biserica Romană nu a căzut niciodată în eroare și nu o va face vreodată, după cum dovedește Scriptura. |
| 23 | Quod Romanus pontifex, si canonice fuerit ordinatus, meritis beati Petri indubitanter efficitur sanctus testante sancto Ennodio Papiensi episcopo ei multis sanctis patribus faventibus, sicut in decretis beati Symachi pape continetur. | Pontiful roman, dacă este hirotonisit canonic, este sanctificat fără îndoieli pentru meritele Sfântului Petru, cu mărturia sfântului Ennodie, episcopul Paviei, și cu acordul multor sfinți părinți, este cuprins în decretele papei Sf. Simmah. |
| 24 | Quod illius precepto et licentia subiectis liceat accusare. | La porunca și cu permisiunea sa, supușii au permisiunea să aducă acuzații. |
| 25 | Quod absque synodali conventu possit episcopos deponere et reconciliare. | Fără sinod, el poate destitui și reinstitui episcopii. |
| 26 | Quod catholicus non habeatur, qui non concordat Romanae ecclesiae. | Acela care nu este de acord cu Biserica Romană nu este considerat catolic. |
| 27 | Quod a fidelitate iniquorum subiectos potest absolvere. | Îi poate elibera pe supuși de jurământul de fidelitate făcut păcătoșilor. |